# Hermann von Lucanus

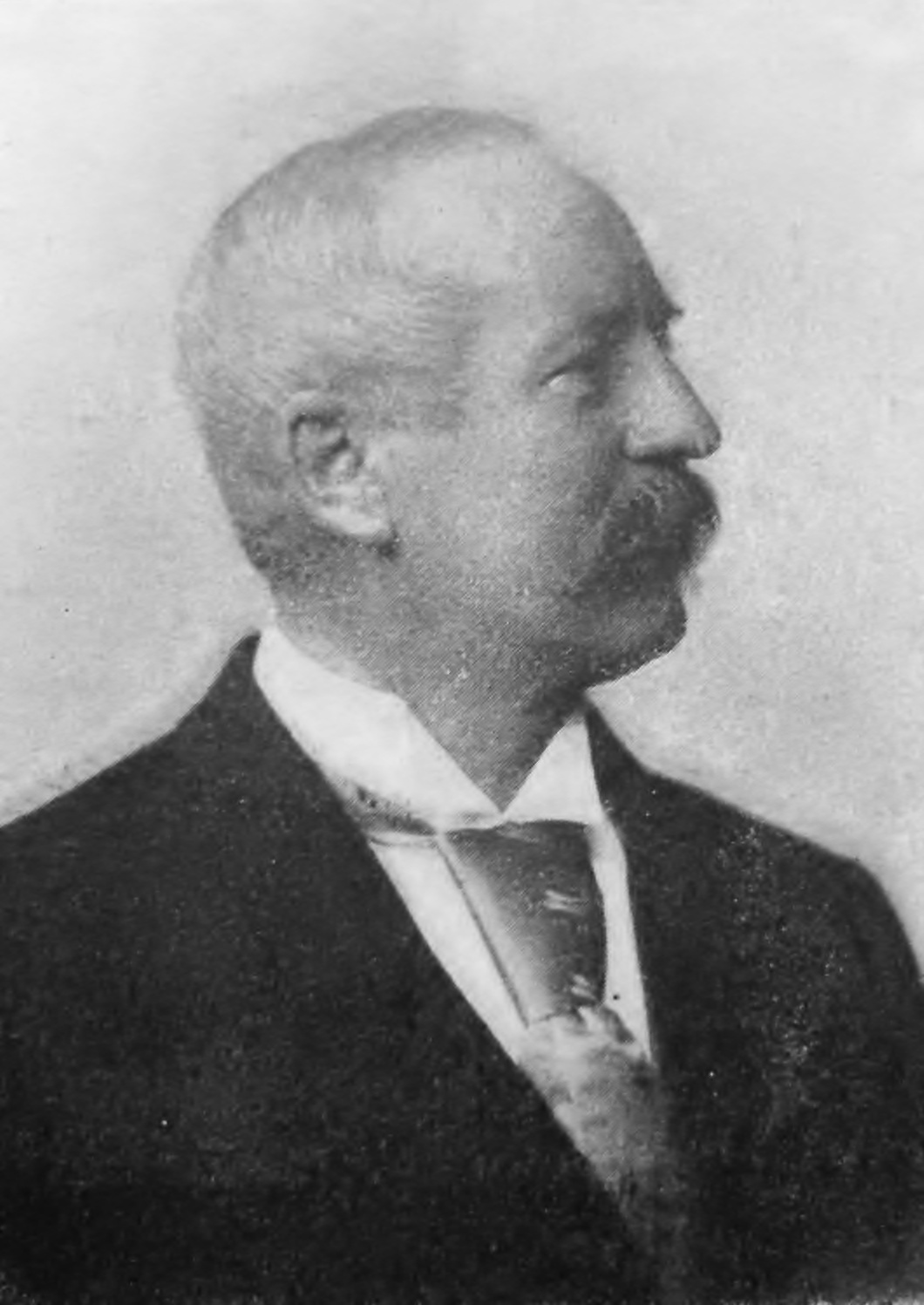
Hermann von Lucanus

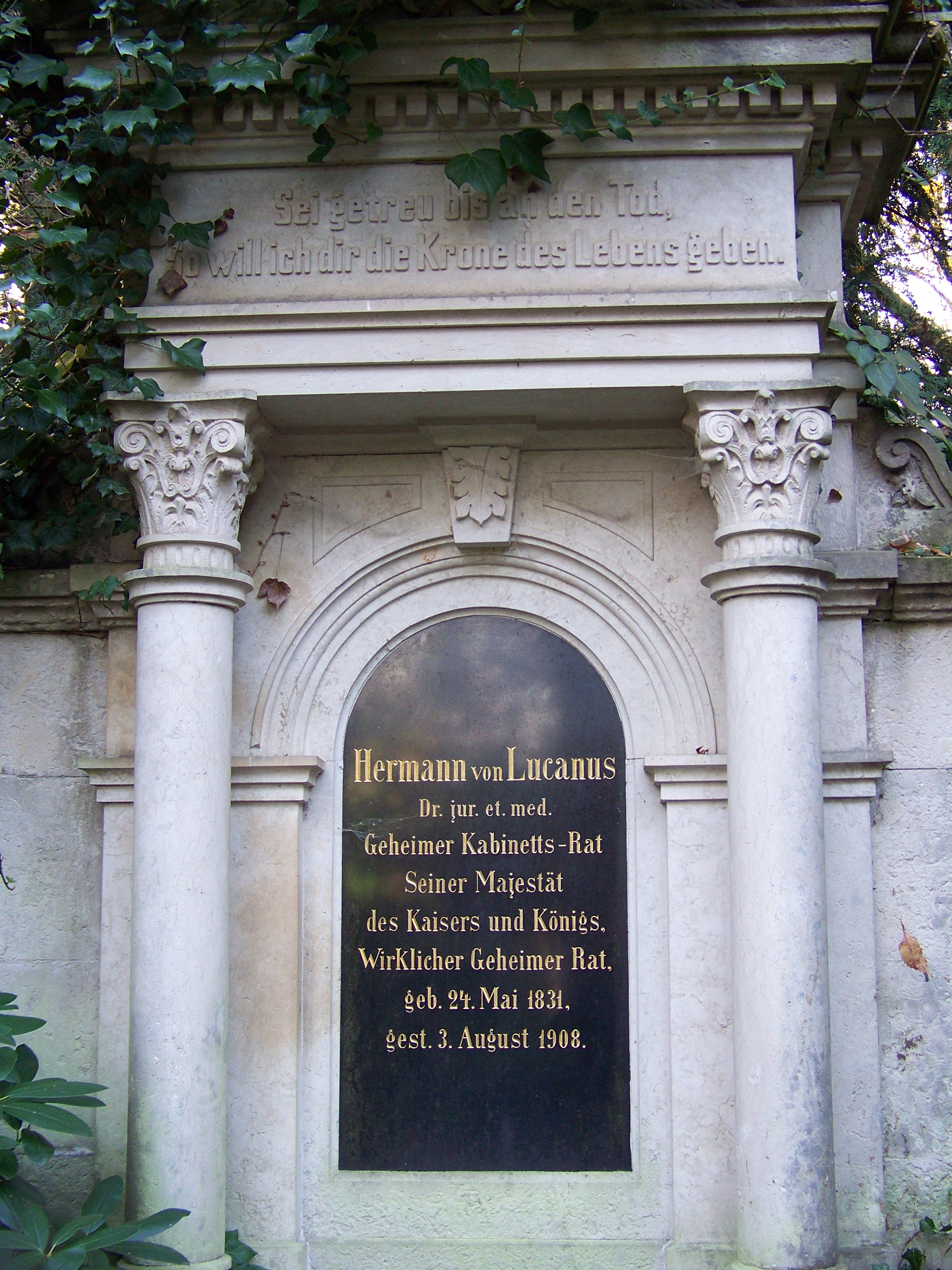
Grab des Hermann von Lucanus. Bornstedter Friedhof Potsdam.

Friedrich Kral Hermann Lucanus, seit 1888 von Lucanus,  (* 24. Mai 1831 in Halberstadt; † 3. August 1908 in Potsdam) war ein deutscher Jurist, preußischer Staatsrat und Chef des Geheimen Zivilkabinetts Kaiser Wilhelm II.

## Leben
Hermann Lucanus stammt aus einer bürgerlichen Apothekerfamilie und war ein Sohn des Apothekers Friedrich Lucanus in Halberstadt. Er studierte Rechtswissenschaft in Heidelberg, Göttingen und Berlin. Seit 1853 war er Mitglied des Corps Vandalia Heidelberg.
Er wurde 1854 Auskultator, somit preußischer Beamter, und 1859 Assessor und „Hilfsarbeiter“ im preußischen Kultusministerium in Berlin. 1866 erfolgte die Ernennung zum Regierungsrat, 1871 zum Geh. Regierungsrat und Vortragenden Rat, 1878 zum Ministerialdirektor und 1881 zum Unterstaatssekretär im preußischen Kultusministerium. 1886 wurde er Wirklicher Geheimer Rat mit dem Titel Exzellenz, 1888 Geheimer Kabinettsrat und Chef des Geheimen Zivilkabinetts des Kaisers und Königs. Seit 1897 fungierte er als Mitglied des Staatsrates. Er war mit Adolf von Harnack befreundet und unterstützte dessen für damalige Verhältnisse geradezu revolutionäre theologische Ansichten (in dessen „Lehrbuch der Dogmengeschichte“).
Lucanus war auch Kapitular des Domstifts Merseburg.

## Familie
Lucanus heiratete am Heimatort der Braut, in Eilenstedt bei Halberstadt, Auguste Wenzel (* 1. Mai 1860 in Eilenstedt; † 7. April 1923 in Potsdam). Sie war eine Tochter der Luise Ihlefeld und des Domänenpächters Eduard Wenzel, Ober-Amtmann.
Luise und Hermann hatten drei Kinder. Die älteste Tochter Luise (* 1861; † 1934) blieb unvermählt. Ihr einziger Sohn Friedrich von Lucanus wurde Berufsoffizier und Ornithologe. Die jüngere Tochter Margarethe (* 1873; † 1959) heiratete den späteren Major Walter von Herrmann (* 1871; † 1946) und lebte zuletzt in Potsdam.

## Auszeichnungen
Lucanus erhielt 1884 die Ehrendoktorwürde der juristischen und der medizinischen Fakultäten der Universitäten Göttingen und Halle. Am 5. Mai 1888 wurde er zu Schloss Charlottenburg in den erblichen Adelsstand erhoben. Seit 1897 war er Ritter des Schwarzen Adlerordens, mit Kette und seit 1904 Brillianten. Verschiedene Vertreter des Hofes äußerten sich hierzu nicht unkritisch.

## Genealogie
- Walter von Hueck, Friedrich Wilhelm Euler, u. a.: Genealogisches Handbuch der Adeligen Häuser B (Briefadel). 1993. Band XX, Band 104 der Gesamtreihe GHdA, Hrsg. Deutsches Adelsarchiv, C. A. Starke Verlag, Limburg (Lahn) 1993, ISSN 0435-2408, S. 207209.
- Gothaisches Genealogisches Taschenbuch der Adeligen Häuser. Zugleich Adelsmatrikel der Deutschen Adelsgenossenschaft. Teil B (Briefadel). 1940. Zweiunddreißigster Jahrgang, Justus Perthes, Gotha 1939. Siehe: FamilySearch (Kostenfrei).
- Bernhard Koerner (Hrsg.): Deutsches Geschlechterbuch. Band 20, C. A. Starke Verlag, Görlitz 1912. Siehe: CompGen Berlin (Hrsg). Genealogy.net; od. Internet Archive
- Gothaisches Genealogisches Taschenbuch der Briefadeligen Häuser. 1908. Zweiter Jahrgang, Justus Perthes, Gotha 1907, S. 664–665.